# OV-chipkaart

Az OV-chipkaart logója

Az OV-chipkaart (az openbaar vervoer chipkaart rövidítése, magyarul chipkártya a tömegközlekedéshez) egy érintőkártyás rendszer, ami használható az összes tömegközlekedési vállalat járatain Hollandiában. Mióta először megjelent 2005 áprilisában a rotterdami metróhálózaton, az OV-chipkaart jelentősen terjeszkedett az országban, amíg teljesen le nem cserélte a nemzeti strippenkaart rendszert buszokon, villamosokon 2011-ben, illetve 2014-ben a nemzeti vasúton.

## Típusok

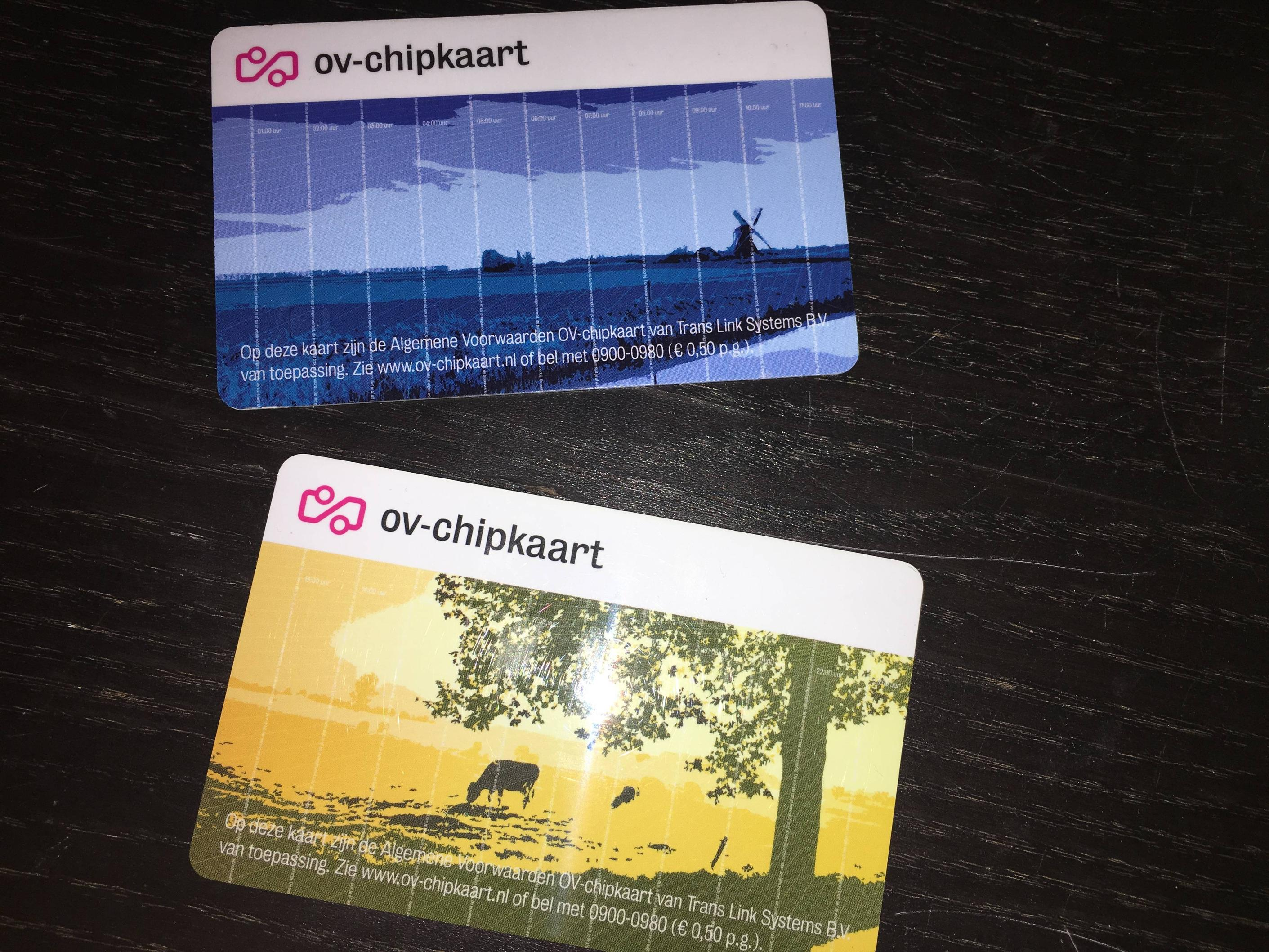
Egy névtelen (fent) és egy személyes (lent) OV-chipkaart.

### Eldobható OV-chipkaart
Az eldobható változat vastag papírból készült. Ilyen típusnál nem kell megadni az adatainkat és csak rövid időre használhatjuk. Csak egyszer lehet használni, tehát ezután kidobható illetve nem tölthető fel.

### Névtelen OV-chipkaart
A névtelen változat már bankkártya alapú, ennél szintén nem szükségesek az adatok, viszont ezeket már újra lehet tölteni és nem kell eldobni. Akár 5 évig is használhatóak.

### Személyes OV-chipkaart

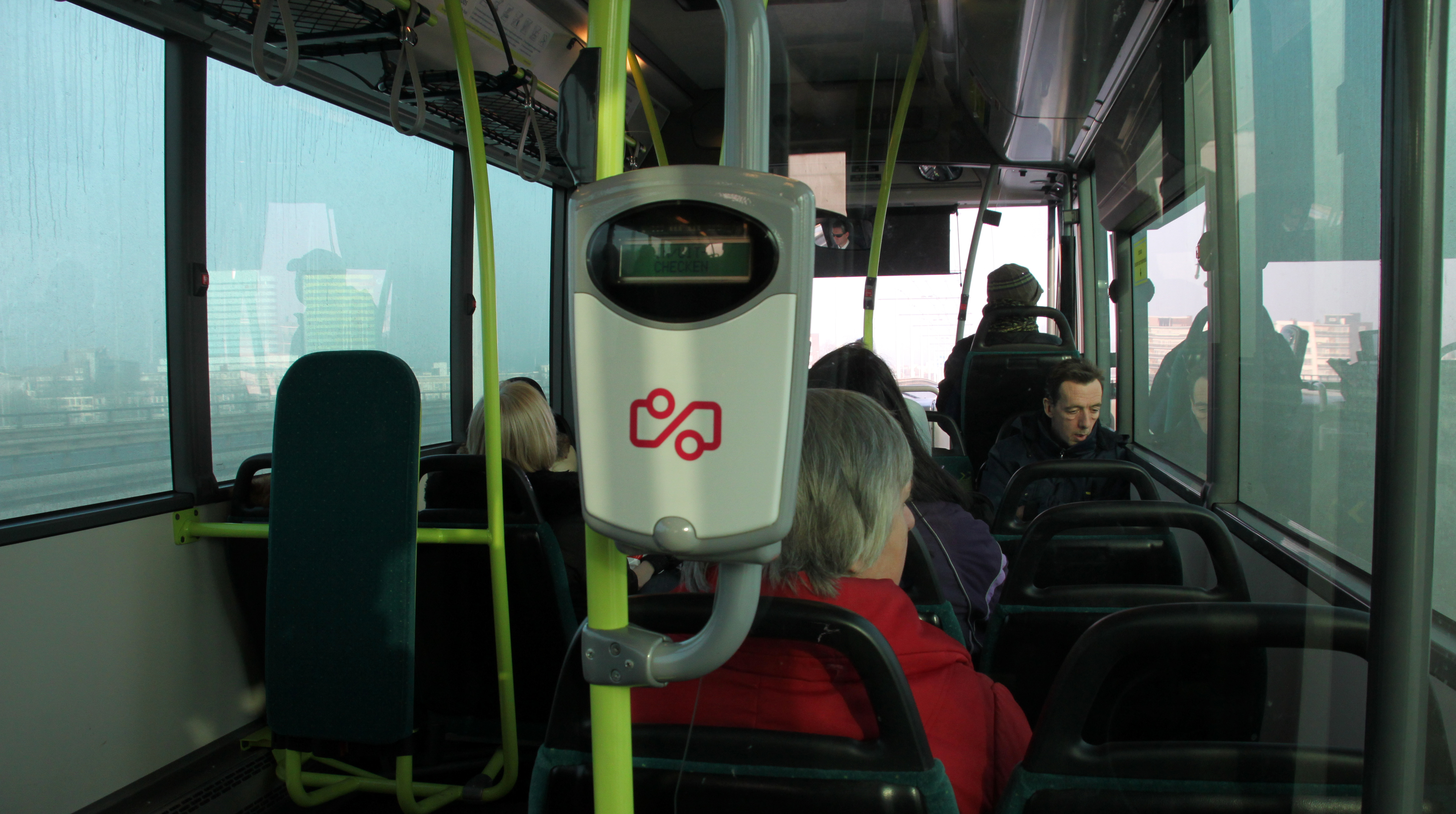
Egy OV-chipkaart készülék

A személyes változat hasonló a névtelenhez, kivéve egy kicsit más a kinézet és itt adatokat is meg kell adnunk.

## Weboldal
Az OV-chipkaart számára készült egy weboldal, ahová felregisztrálhatjuk a kártyánkat.

## Fordítás
- Ez a szócikk részben vagy egészben  az   OV-chipkaart című angol Wikipédia-szócikk fordításán alapul.  Az eredeti cikk szerkesztőit annak laptörténete sorolja fel. Ez a jelzés csupán a megfogalmazás eredetét és a szerzői jogokat jelzi, nem szolgál a cikkben szereplő információk forrásmegjelöléseként.